# ثيودور روبرتس
ثيودور روبرتس (بالإنجليزية: Theodore Roberts)‏ هو ممثل أمريكي، ولد في 8 أكتوبر 1861 في الولايات المتحدة، وتوفي في 14 ديسمبر 1928 بهوليوود في الولايات المتحدة.

## أعمال

### أفلام
- (1923) الوصايا العشر

## وصلات خارجية
- ثيودور روبرتس على موقع IMDb (الإنجليزية)
- ثيودور روبرتس على موقع ألو سيني (الفرنسية)
- ثيودور روبرتس على موقع أول موفي (الإنجليزية)
- ثيودور روبرتس على موقع قاعدة بيانات برودواي على الإنترنت (الإنجليزية)
- ثيودور روبرتس على موقع قاعدة بيانات الأفلام السويدية (السويدية)
- ثيودور روبرتس على موقع قاعدة بيانات الفيلم (الإنجليزية)
- ثيودور روبرتس على موقع كينوبويسك (الروسية)